# Rhizoderme

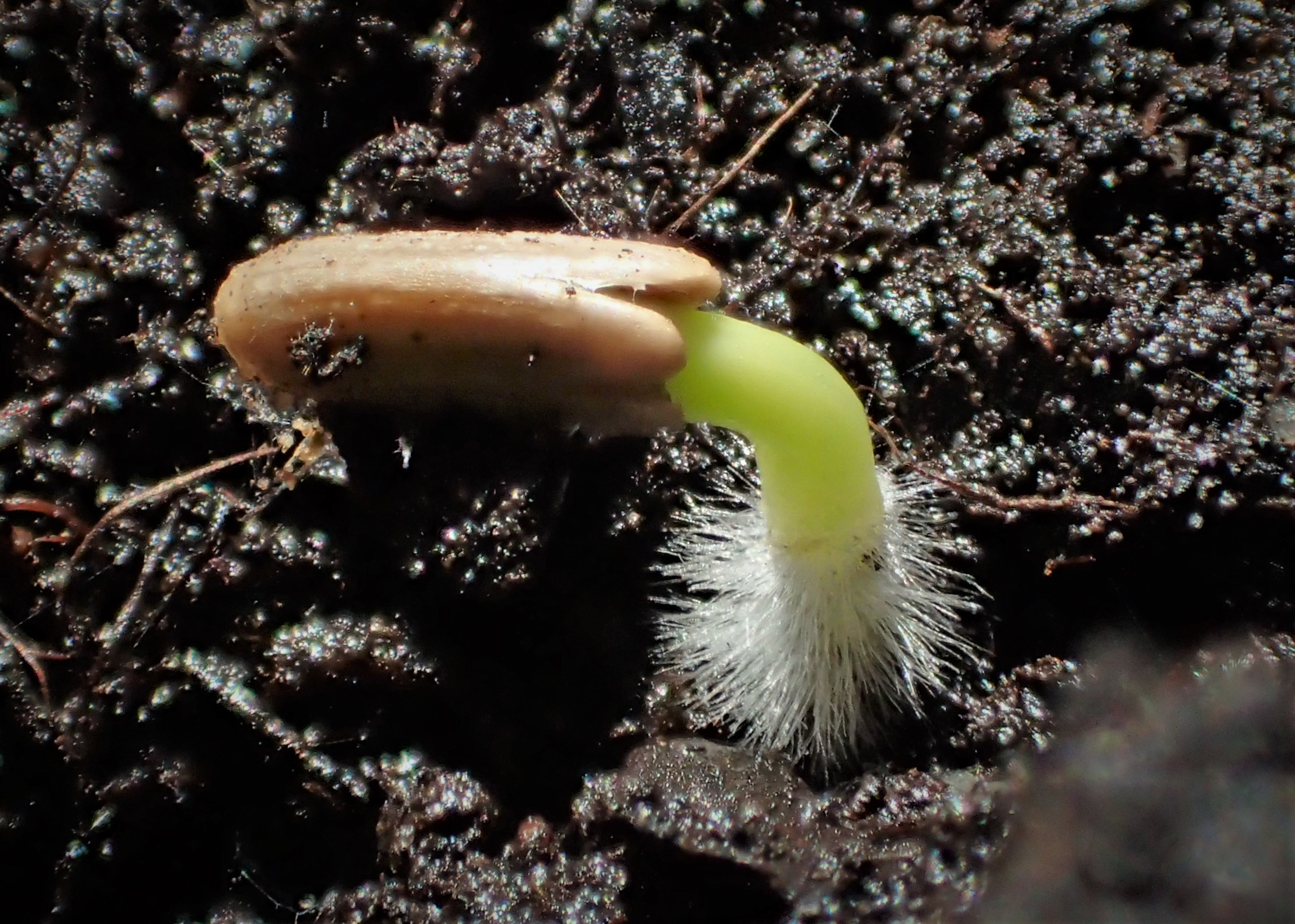
Image d'une graine germée dont le Rhizoderme est encore visible.

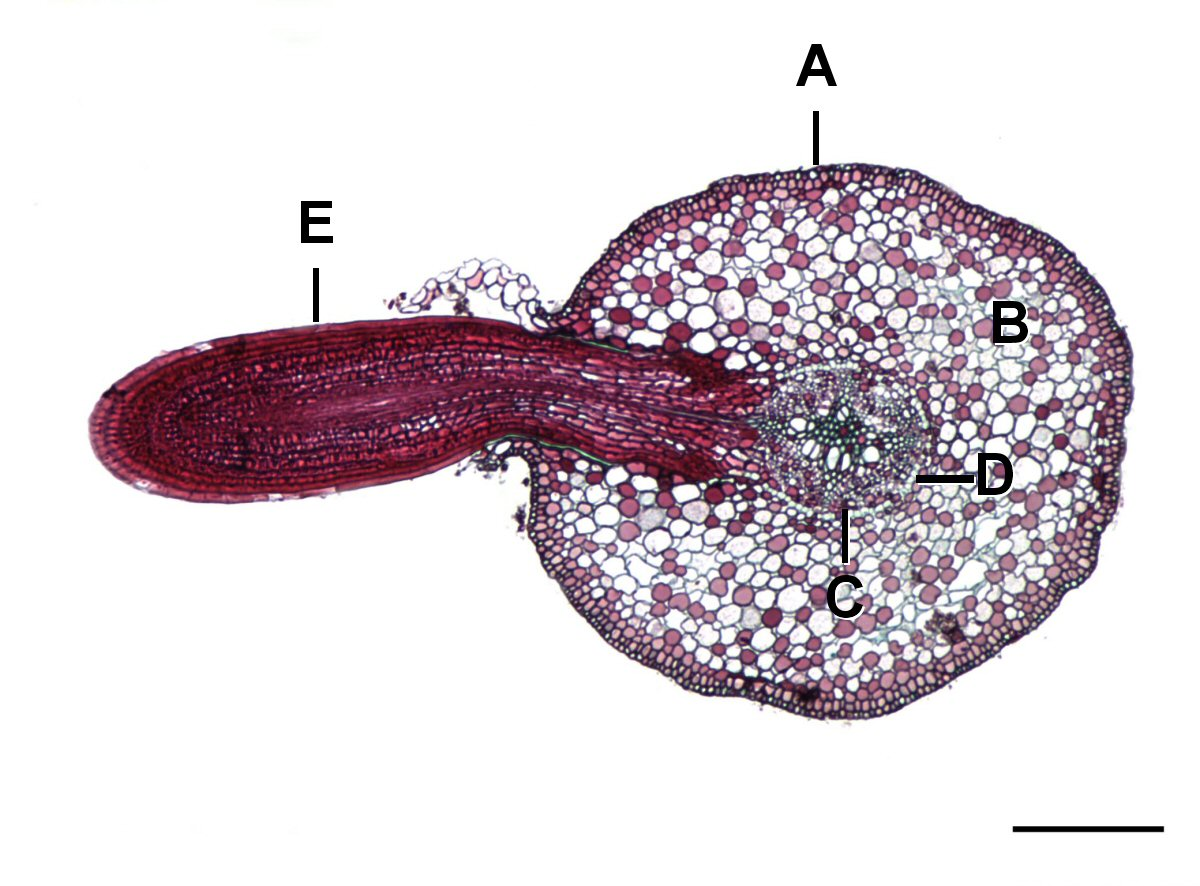
Photomicrographie d'une racine de saule après coloration.
Légende : A-rhizoderme, B-cortex, C-cylindre central, D-endoderme, E-racine latérale.

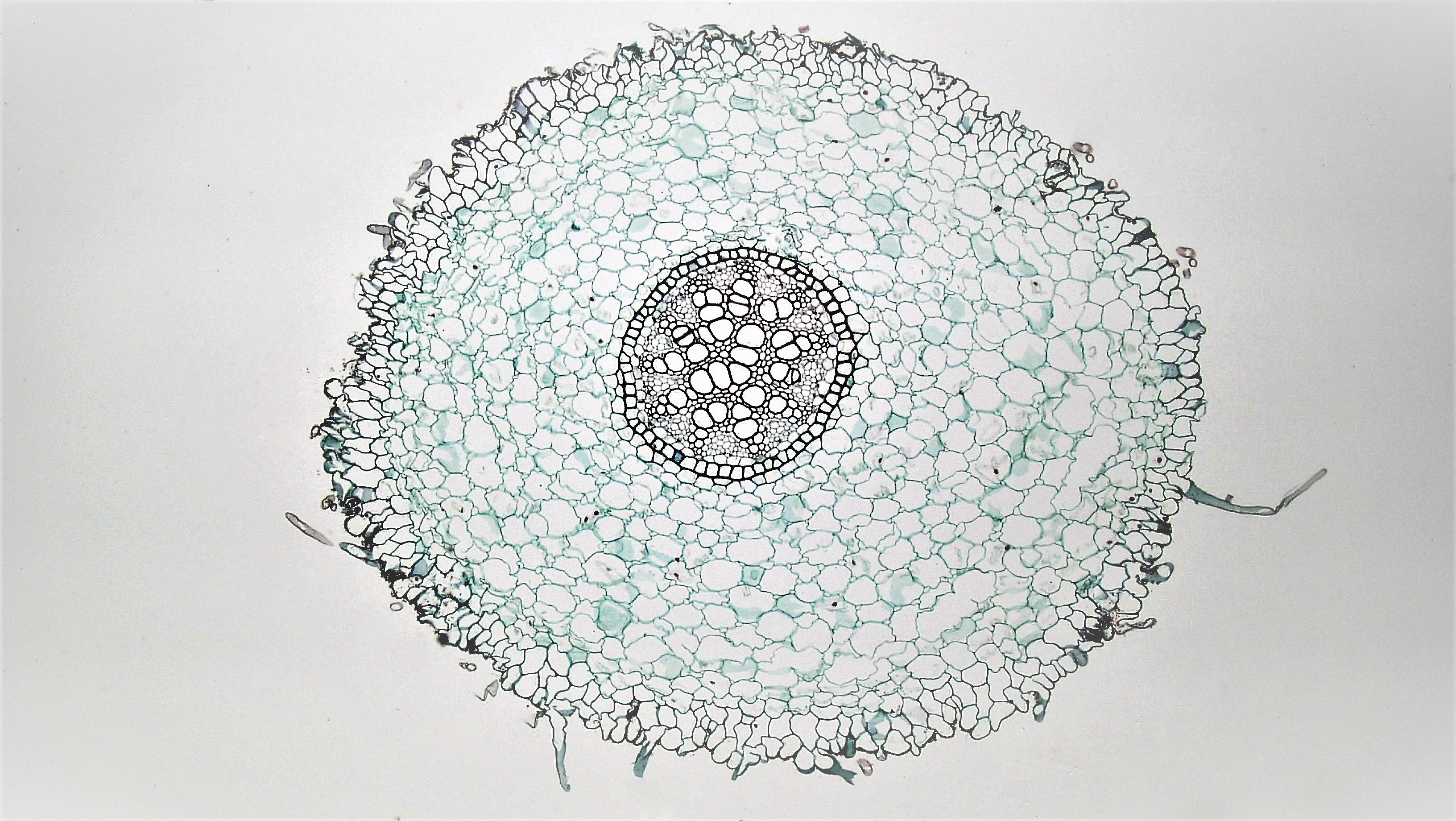
Photomicrographie d'une racine de lys montrant le rhizoderme et les poils absorbants (cellules rhizodermiques se prolongeant en extensions tubulaires).

Le rhizoderme, ou assise pilifère, est le tissu superficiel primaire des racines d'une plante, équivalent de l'épiderme des parties aériennes. À la différence de l'épiderme, il est dépourvu de cuticule et de stomates. Dans la toute jeune racine, de nombreuses cellules du rhizoderme forment des poils absorbants spécialisés dans la collecte de l'eau et des sels minéraux présents dans le sol.
Le rhizoderme évolue avec l'âge de la racine, qui croît par son apex. Il est produit par la zone méristématique, généralement sous la forme d'une strate unicellulaire. Les cellules s'allongent ensuite pour accompagner la croissance en longueur de la racine (zone d'élongation).
Au-dessus, la zone pilifère assure les fonctions d'absorption de la racine. De nombreuses cellules du rhizoderme s'y différencient en poils absorbants : par croissance latérale unipolaire (jusqu'à 10 mm) elles acquièrent une forme tubulaire présentant une très grande surface pour l'absorption d'eau et de minéraux. Ils jouent également un rôle dans l'élaboration d'associations symbiotiques avec des bactéries fixatrices d'azote, telles que les nodosités des Fabacées (Légumineuses) ou les actinorhizes.
Dans certains cas les poils absorbants ne se développent pas, comme :
- chez certaines plantes aquatiques ;
- dans les racines à mycorhizées (90 % des racines), la formation des poils absorbants est inhibée[3], le rôle d'absorption d'eau et de nutriments est alors assuré par les hyphes du champignon ;
- les racines aériennes de certaines épiphytes, notamment des orchidées, sont dotées d'un voile, ou vélamen (en). Il s'agit d'un rhizoderme épaissi par de nombreuses couches de cellules mortes capables de capter l'humidité atmosphérique et agissant comme une réserve d'eau.

Les poils absorbants ont une durée de vie de quelques jours à quelques semaines. Le rhizoderme devient alors un tissu de protection. Dans la racine âgée, il peut persister ou disparaitre selon les espèces.